# Mariann Fischer Boel
Mariann Fischer Boel, née le 15 avril 1943 à Aasum au Danemark, est une femme politique danoise. Elle est commissaire européenne chargée de l'Agriculture et du Développement rural dans la Commission Barroso I entre 2004 et 2009.

## Biographie
- Naissance : 15 avril 1943 à Aasum
- Études 
  - 1963 : diplômes de lettres modernes
  - 1964 : études d'économie et de langues en Belgique
- Profession
  - 1965-1967 : secrétaire de direction dans une société d'export à Copenhague
  - 1967-1971 : directeur financier de cette même société
- 1982 : entrée en politique

## Carrière politique
Mariann Fischer Boel est membre du Parti libéral. Elle fut présidente de la circonscription électorale de Kerteminde pour son parti de 1986 à 1990 puis siégea au bureau du Parti libéral à partir de 1990.

### Fonctions électives
- 1982-1991 : conseillère municipale de Munkebo
  - 1986-1990 adjointe au maire de Munkebo
- 1994-1997 : conseillère municipale de Munkebo
- 1990-2004 : membre du parlement (Folketing)
  - 1994-1998 : présidente de la commission parlementaire « alimentation, agriculture et pêche »
  - 1998-1999 : présidente de la commission parlementaire « commerce et industrie »
  - 1999-2001 : présidente de la commission parlementaire des affaires fiscales

### Fonctions nominatives
- 2001-2004 : ministre de l'Alimentation, de l'Agriculture et de la Pêche

### Son activité à la Commission européenne
En mai 2007, lors du débat sur les modalités de financement du projet du système de positionnement Galileo, elle s'est élevée contre la proposition de Jacques Barrot de faire en partie financer les 2,4 milliards d'euros supplémentaires par des transferts de « crédits non consommés » en provenance de diverses lignes de compte du budget communautaire (aides agricoles pour les stocks de céréales, crédits de recherche, fonds européen contre les catastrophes naturelles) : « Le financement de Galileo ne peut pas dépendre du cours des céréales ».
En vue de la réforme de la PAC en 2013, elle était chargée de rédiger un "Bilan de Santé" afin d'assainir cette Politique européenne qui n'a cessé de changer depuis sa création. Elle suggère ainsi la levée progressive des quotas laitiers et la suppression de la jachère, qui oblige les exploitants à geler chaque année 10 % de leurs terres arables. Elle souligne qu'il est plus important que jamais de faire en sorte que les agriculteurs européens soient libres de répondre à la demande croissante. Elle propose aussi de ne plus du tout lier le montant des subventions aux volumes produits (découplement), et de transférer des fonds des aides agricoles stricto sensu vers des projets environnementaux et des projets de développement des régions rurales.

## Compléments